# Ugo Lisi
Ugo Lisi (Gallipoli, 21 settembre 1967) è un politico italiano.

## Biografia
Laureato in Giurisprudenza presso l'Università degli Studi di Bologna, svolge l'attività di avvocato penalista. Nel 1998 è eletto consigliere comunale a Lecce. È nominato Assessore alle Attività Produttive con delega alle Politiche Giovanili, Spettacolo e Sport.
Nel 2001 è eletto alla Camera dei deputati per Alleanza Nazionale. È membro della Commissione Parlamentare Affari Sociali, della Commissione Parlamentare bilancio, della Commissione Bicamerale per l'Infanzia e l'Adolescenza e della Commissione Parlamentare d'inchiesta sulla morte della giornalista Ilaria Alpi. È uno dei firmatari della proposta di Legge per l'istituzione della festa del Nonno.
Nel 2006 è rieletto alla Camera dei deputati. È componente della Commissione Affari Sociali.
È stato commissario provinciale, e poi presidente, di Alleanza Nazionale.